# Bivak (mieren)

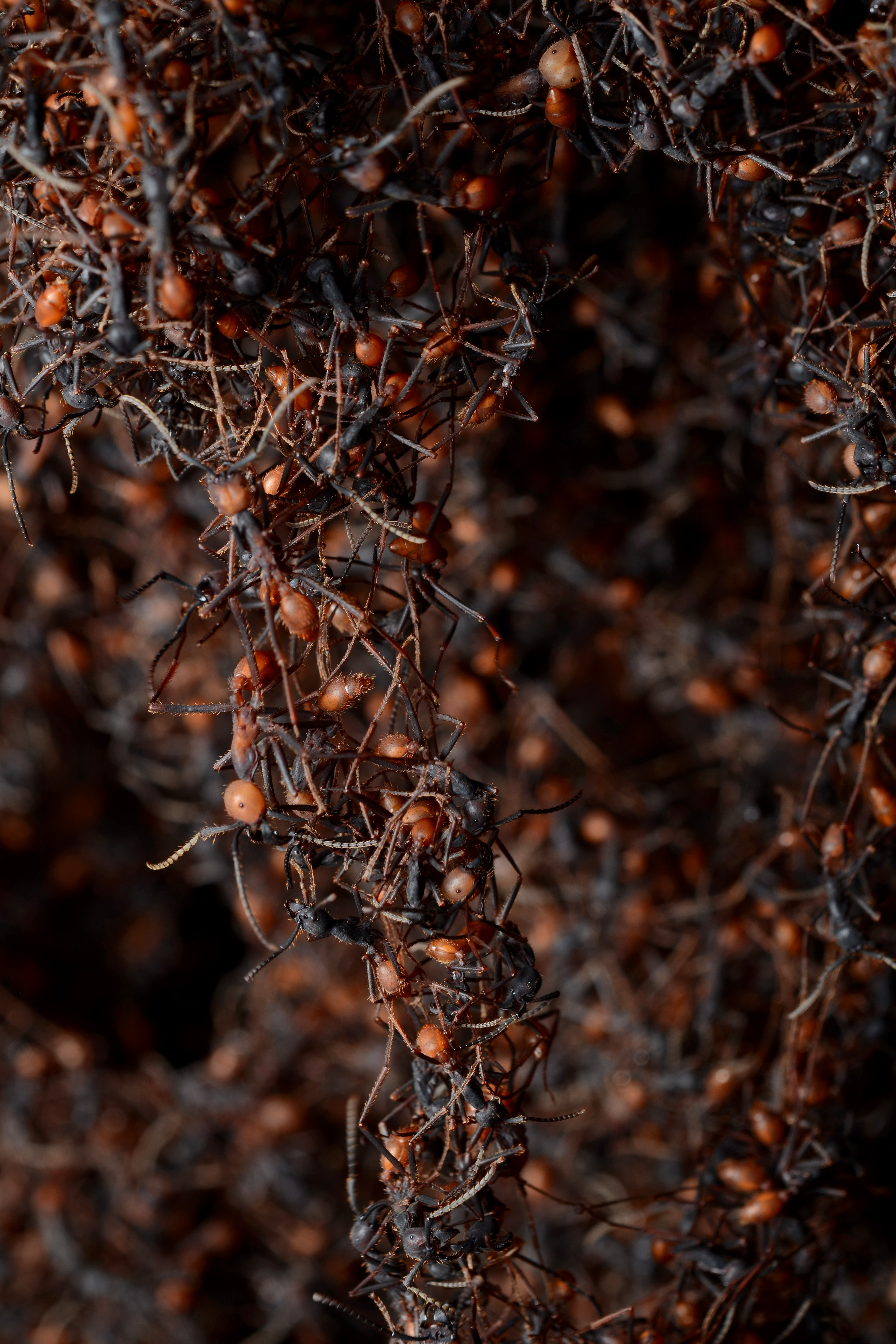
Eciton-werksters vormen een brug

Een bivak is een tijdelijke constructie die door mieren wordt gebruikt. Het wordt gevormd door de lichamen van levende werkstermieren en kan twee functies hebben. Trekmieren gebruiken een bivak als bescherming voor hun koningin en haar larven. Andere mieren gebruiken een bivak als drijvend vlot.

## Als nest
Foeragerende trekmieren beslaan doorgaans grote gebieden, tot ruim 1600 vierkante meter per dag. Hierdoor moeten ze regelmatig naar nieuwe gebieden trekken. Als verblijfplaats van de koningin en haar larven vormen 150.000 tot 700.000 werksters een bivak, die een doorsnede van een meter kan hebben. In het centrum bevindt zich de koningin, eventuele jonge koninginnen, de larven en de werksters die hen verzorgen. 
Elke ochtend verlaten de werksters het nest en wordt de bivak ontbonden. Zij ondernemen rooftochten in de omgeving en brengen gedode prooidieren naar de nestlocatie. Wanneer een kolonie verhuist, dragen oudere werksters de koninginnen en de larven naar de nieuwe bivaklocatie.

## Als vlot

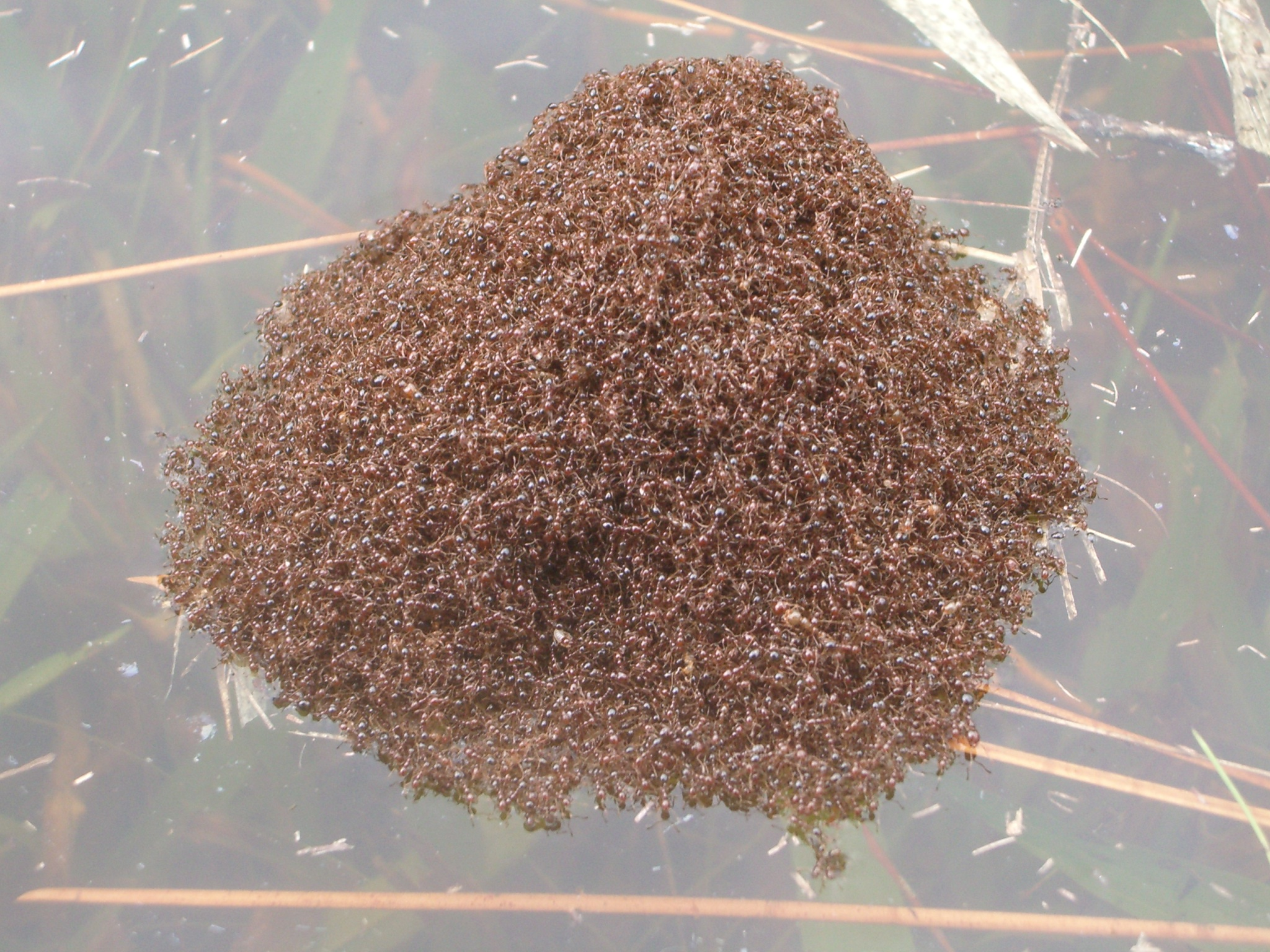
Een vlot van rode vuurmieren

Enkele mierensoorten gebruiken een bivak als vlot, zoals de rode vuurmier (Solenopsis invicta) in Zuid-Amerika, Camponotus compressus in India, de schaduwmier (Lasius umbratus) en de gewone steekmier (Myrmica rubra) in Europa, Azië en Noord-Amerika en de trekmier Dorylus nigricans in West-Afrika. Wanneer een rivier uit haar oevers treedt of wanneer een kolonie een rivier over wil steken, vormen werksters een stabiele constructie die een diameter van 45 centimeter kan bereiken.